# Rye Brook
Rye Brook est un village du comté de Westchester dans l'État de New York aux États-Unis, situé au nord de la ville de Rye.
Sa population était de 9 347 habitants en 2010.
On y trouvait entre 1976 et 1992 un musée de la bande dessinée, le National Cartoon Museum.